# Zakłady Przemysłowe Garbarskie „Natalin”
Zakłady Przemysłowe Garbarskie „Natalin” SA – spółka akcyjna, dawny zakład garbarski przy ulicy Żyrardowskiej 33/6 (dawniej Kozerkowskiej 14) w Grodzisku Mazowieckim.

## Historia
Statut spółki został zatwierdzony w dniu 17 listopada 1923 roku. Zakład został utworzony w celu produkcji wszelkich rodzajów skór oraz przeróbki surowca na skóry podeszwowe, juchtowe i chromowe. Założycielami spółki byli Jan Kamiński, Jan Chrzanowski, Józef Somczyński, Stanisław Widuliński, Bolesław Witecki, Kazimierz Mathia, Henryk Osmólski oraz Wacław Piekarski. Fabrykę ulokowano w budynkach dawnej papierni Antoniego Hordliczki. 
Kapitał zakładowy spółki wynosił 1 mln mkp i został podzielony na 10 akcji po 100 tys. mkp. W latach funkcjonowania zakład zatrudniał 20 osób oraz posiadał zdolność wytwórczą 1000 skór.
20 września 1939 roku na terenie garbarni niemieccy żołnierze rozstrzelali 11 osób, a była to zemsta za rzekome zabójstwo któregoś z niemieckich żołnierzy. Zginęli wtedy: Jan Kamiński, Marcin Michalski, Jan Pobiedziński, Wincenty Samoraj, Albin Szatan, Józef Somczyński, Wiesław Somczyński, Jan Zagajewski, Henryk Zagajewski oraz dwaj niezidentyfikowani obywatele miasta. Podczas II wojny światowej w garbarni „Natalin” ukrywano uchodźców z województwa poznańskiego oraz grodziskiego getta. Dnia 26 lipca 1944 roku została przeprowadzona akcja na Garbarnię „Natalin”, podczas której zarekwirowano platformę wyprawionych skór po czym wywieziono je z miasta z przeznaczeniem dla organizacji AK. Skóry z garbarni trafiły do oddziałów w Puszczy Kampinoskiej. 
30 września 1944 roku pracownicy garbarni wraz z rodzinami zostali aresztowani przez niemieckie wojsko, a następnie rozstrzelani w Lasach Młochowskich. W następnych dniach aresztowano też dwóch współwłaścicieli garbarni - Jana Kamińskiego i Bolesława Witeckiego, których to rozstrzelano w Żyrardowie.
Po wojnie Zakłady Przemysłowe Garbarskie „Natalin” zaczęły funkcjonować jako zakład państwowy. W 1995 roku zostały one przekształcone w spółkę akcyjną. 
Proces upadłościowy spółki rozpoczął się w 2002 roku. 11 marca 2004 zakład został wykreślony z rejestru przedsiębiorców.
Obecnie w miejscu dawnej fabryki mieszczą się bloki mieszkalne. W 1970 roku odsłonięto tablicę upamiętniającą ofiary zbrodni z 20 września 1939 roku.